# Heczendorfer László
Heczendorfer László (Cegléd, 1933. október 4. – Budapest, 2018. október 16.) magyar belsőépítész, bútortervező, szakíró.

## Élete
Diplomáját 1957-ben a Magyar Iparművészeti Főiskolán szerezte mint belsőépítész. Mesterei Kaesz Gyula, Juhász László, Hornicsek László voltak.
1957–1968 között a Bútoripari Tervezőirodában dolgozott. 1959-ben Dániába ment tanulmányútra. 1968-tól egy évig a Lakóterv tervezője. 1969-től a gyártmányfejlesztési osztály vezetője a Bútorértékesítő Vállalatnál. 1982-93 között a Domus fejlesztési osztályának vezetője.
Mindenekelőtt a nagyipari bútorgyártás számára tervezett puritánul modern, a gyárthatóságot érvényesítő és a funkciót formai megjelenésében szerény stílusban érvényesítő termékeket. Részt vett a BUBIV, a győri Cardo, a Kanizsa Bútorgyár és a székesfehérvári Garzon Bútorgyár különböző lakó-, háló- és dolgozószoba-programjaiban. A mátészalkai Szatmár Bútorüzem több bútorcsaládját tervezte.
A lakberendezésről rendszeresen cikkezett napilapokban (Népszabadság) és folyóiratokban (Lakáskultúra, Az otthon, A divat).

## Főbb művei

### Bútortervezés
- Bástya (Hajdúszoboszló, 1958)
- Modul ’69 (BUBIV, 1966)
- Domino (Cardo, 1968)
- Kompozit (Tisza, 1968 – Horváth Jenővel és Horváth Jánossal)
- Kanizsa (Kanizsa, 1972)
- Otthon (Cardo, 1972)
- Szatmár (Mátészalka, 1974)
- Szamos (Mátészalka, 1976)
- Hellász (Cardo, 1991)

### Lakószobái
- Csillag (BUBIV, 1962)
- Csobánc (Zala, 1964)
- Rába (Cardo, 1968)
- Orient (MEFÉM KtSz., 1970)
- Hajdúság (Debrecen, 1987)
- Kapos (Kapos, 1994)

### Jelentősebb egyedi enteriőr tervezései
- KGST-palota magyar képviselete Moszkvában (1966)
- ÁFÉSZ-bolt Győrszentiván (1987)
- Domus Áruház Nyíregyháza (1990)
- továbbá Makó, Hajdúböszörmény, Balassagyarmat, Salgótarján Tanácsházak mobil bútorai, berendezései.

### Kiállítástervezés
- 1975: Otthon ’76 kiállítás, Őszi BNV
- 1976: a Zala, a Balaton és az Alföldi Bútorgyár kiállításai, Őszi BNV
- 1977–78: Bútoripari Tervező Vállalat kiállítási installációja, Őszi BNV, Otthon ’79, Otthon ’80 kiállítások tervei
- 1980–82: a Zala Bútorgyár installációja az Otthon kiállításokon, Őszi BNV
- 1983–84: Otthon ’84, Otthon ’85 kiállítások tervei, Őszi BNV
- 1985–87: a Szatmár és a Zala Bútorgyár kiállításai

### Csoportos kiállításai
- 1955 – III. Magyar Iparművészeti és Népművészeti Kiállítás, Budapest
- 1965 – Lakás kiállítás, Miskolc
- 1966 – Elfogadott bútortervek, BB, Budapest
- 1967 – Művész az iparban, BB, Budapest
- 1969 – Lőrinci Ülőbútor KTSZ termékei, BB, Budapest
- 1970 – MKISZ Belsőépítész Szakosztály Kiállítása, Ernst Múzeum, Budapest
- 1974 – Belsőépítészet ’74 Kiállítás, Fővárosi Tanács bemutatóterme, Budapest
- 1976 – Művész az iparban, Iparművészeti Tanács Bemutatóterme
- 1980 – Belsőépítészet 1970-1980, Műcsarnok, Budapest
- 1985 – Örökség Tárgy- és környezetkultúra Magyarországon 1945-1985, Ernst Múzeum, Budapest

## Díjai, elismerései
- 1961, 1962, 1966: Az Év legszebb terméke díj
- 1965: Könnyűipar Kiváló Dolgozója
- 1968: Munkácsy Mihály-díj, mely a kiemelkedő képzőművészeti tevékenység elismerésére adományozható.
- 1975: Belkereskedelem Kiváló Dolgozója
- 1958–73 között pályamunkáival négy I. díjat, három II. díjat és két III. díjat nyert.

## Tagságai
- MKISZ (Magyar Képzőművészek és Iparművészek Szövetsége)
- MA/MAOE (Magyar Alkotóművészek Országos Egyesülete)
- Faipari Tudományos Egyesület
- IAA / AIAP (UNESCO) Nemzetközi Művész Szövetség, Paris